# الثور الهائج
الثور الهائج (بالإنجليزية: Raging Bull)‏ هو فيلم أنتج عام 1980 للمخرج مارتن سكورسيزي، بناء على سيرة الملاكم المعروف جيك لاموتا، «الثور الهائج: حكايتي». الفيلم من بطولة روبرت دي نيرو (الحاصل على جائزة أكاديمية لأفضل ممثل في هذا الفيلم) مؤدياً شخصية جيك لاموتا، وهو ملاكم هائج سريع الغضب يعزل نفسه عن أصدقائه وعائلته. من الممثلين الآخرين «جو بيشي» (المرشح للجائزة الأكاديمية لأفضل ممثل مساعد) كأخ ومدرب لاموتا، بالإضافة إلى الممثلة «كيثي موريارتي» كزوجته، ونيكولاس كولاسانتو، وثيريسا سالدانا، وفرانك فينسينت. الفيلم من إنتاج روبرت تشارتوف وإروين وينكلر. صدر في مدينة نيويورك في 14 نوفمبر عام 1980.

## القصة
تغطي قصة الفيلم مرحلة حياة الملاكم الأمريكي جيك لاموتا وتمتد لنحو ثلاث وعشرين عامًا، من عام 1941م لعام 1964م، تبدأ القصة وتستعرض نشأته في حي فقير بمدينة نيويورك الأمريكية، وكفاحه وصعوده والمواقف الصعبة التي مر بها، حتى أصبح بطل الملاكمة الأول في الوزن المتوسط، وحصوله على ملايين الدولارات وتبديده لأمواله وزواجه مرتين وأيضًا علاقاته بمن حوله والعنف مع أقرب الناس له وخاصة مع زوجته الثانية التي أحبها كثيرًا
حيث برزت القصة حياة تلك الملاكم كشخص سطحي وأناني ومعقد، يشاهد كل عالمه ينهار أمامه، بسبب الغيرة والشكوك القاتلة، التي أوصلته حد الجنون، والتي هيمنت على علاقته مع زوجته الثانية، وكيف أنه كان يصب غضبة في حلبة الملاكمة، حتى ينتهي به الحال بالعمل ككوميدي داخل إحدى الحانات الليلية الرخيصة.

## التصوير
بذل المخرج جهد كبير وغير عادي بتصوير المباريات بشكل واقعي كان غير مسبوق من ذي قبل، وتعمد إدخال الكاميرات لمباريات الملاكمة من خارج الحلبة وداخلها حتى يقدم صورة واقعية عن العنف المرتبط باللكمات والتفاصيل الوحشية والدموية حتى يُشعر المشاهدين بكل شيء على حقيقته حتى يفكروا، طغت مشاهد مباريات الملاكمة على الأحداث.
استغرق التصوير عدة أسابيع وتم استخدام المؤثرات الخاصة المستخدمة بأفلام الخيال العلمي، وتم التصوير حسب التسلسل الزمني لتقدم البطل بالعمر مع الزيادة التدريجية بالوزن.

## وصلات خارجية
- الثور الهائج على موقع IMDb (الإنجليزية)
- الثور الهائج على موقع ميتاكريتيك (الإنجليزية)
- الثور الهائج على موقع الموسوعة البريطانية (الإنجليزية)
- الثور الهائج على موقع روتن توميتوز (الإنجليزية)
- الثور الهائج على موقع نتفليكس (الإنجليزية)
- الثور الهائج على موقع قاعدة بيانات الأفلام العربية
- الثور الهائج على موقع ألو سيني (الفرنسية)
- الثور الهائج على موقع Turner Classic Movies (الإنجليزية)
- الثور الهائج على موقع أول موفي (الإنجليزية)
- الثور الهائج على موقع بوكس أوفيس موجو (الإنجليزية)